# Richard Warshak
Richard A. Warshak  (n. 18 decembrie 1949) este un psiholog și cercetător clinician care trăiește Dallas, Texas.
Richard A. Warshak este autorul unor cărți cu privire la materia încredințării minorului, expert în conflictele legate de custodia copiilor și alienarea parentală (PAS). În PAS, părinții care divorțează sunt tentați să-și transforme copiii în arme folosite împotriva celuilalt soț, și datorită acestui comportament, apar repercusiuni dureroase în cazul în care copilul devine pionul conflictelor parentale.
Warshak a scris două cărți având ca temă problemele legate de custodia copiilor. În Revoluția custodiei  (Simon & Schuster, 1992), el pledează pentru reforma politicilor de custodie tradiționale, în special în ceea ce privește rolul important pe care îl joacă părinții în viața copiilor lor și a pericolelor legate de abordările tradiționale în materia încredințării copiilor, care presupun că unui copil îi este mai bine alături de mamă decât alături de tatăl său.
În cartea Otrava Divorțului: Protejarea legăturii emoționale dintre copil și părinte față de un Ex- răzbunător  (Regan Books, 2002), Warshak se axează pe strategiile pe care un părinte le poate utiliza pentru a face față animozității unui fost soț ce încearcă să otrăvească mintea și sentimentele copilului prin tehnici precum: spălarea creierului, bârfirea, acuzațiile false, minciuni cu privire la istoricul familiei, etc. Premisa lui Warshak este că "otrava divorțului" apare și devine psihologic dăunătoare pentru copil atunci când apar conflicte între părinți cu privire la custodie și pentru programele de vizitarea, mai ales dacă se întâmplă ca aceste lupte să se prelungească. Warshak explorează, de asemenea, violența și agresiunea (atât conștiente, cât și inconștiente) care apar atunci când părinții caută să se răzbune și să comită represalii unul împotriva celuilalt.
În anul 2010, Warshak a convins Journal of Family Court Review Arhivat în 14 aprilie 2011, la Wayback Machine. să dedice un o întreagă ediție problemelor legate de alienarea părintească. Într-un articol publicat în acel număr, Warshak a raportat o metodă care a reușit să ducă la restabilirea relației părinte-copil pentru 18 dintre cele 23 de cazuri tratate de copii grav alienați (78% din cazuri).
Warshak a obținut licența la Universitatea Cornell si doctoratul de la Universitatea din Texas Southwestern Medical Center. El este un profesor de psihologie clinică la Southwestern Medical Center și este presedinte al Societatii pentru Psihoterapie Psihologie din Dallas. Din 1977, ca director al Proiectului de Cercetare cu Privire la Custodie și Co-investigator principal al Institutului Național de Sănătate Mintală Pentru Familiile Recăsătorite el a studiat impactul divorțului și al re-mariajului. Studiile sale de cercetare asupra custodiei copiilor au fost adesea citate în literatura științelor sociale și în sălile de judecată și legislative. El a fost a consultat la Casa Albă cu privire la reforma custodiei. El este, de asemenea, autorul WICAA (Inventarul Warshak  pentru Protecția Copilului și Adolescentului) un chestionar de evaluare utilizat pe scară largă în SUA pentru evaluarea copiilor și adolescenților.